# Anna Oxa
Anna Oxa (Bari, 28. travnja 1961.), talijanska pjevačica.

## Životopis
Talijanska pop diva albanskog podrijetla (pravog prezimena Hoxha, obitelj joj je rodom iz Tropolja) svoje glazbene početke i silovit zvjezdani uzlet ostvaruje 1978. godine, kada u 17-oj godini debitira s pjesmom "Un emozione da poco" i senzacionalno osvaja drugo mjesto na najpoznatijem svjetskom festivalu lakih nota u Sanremu. Neobuzdana, mlada, provokativna i intrigantna, ali prije svega drugačija, komentari su koje joj je tada dodijelila talijanska kritika, a koji ovu europski poznatu umjetnicu prate do današnjih dana.
Sanremo 80-tih gotovo da je bio obilježen njenim suptilno osmišljenim vizualnim provokacijama te erotično stiliziranim nastupima potkrijepljenim sjajnim interpretacijama i zavidnim glasovnim potencijalom. Prva jača sanremska provokacija dogodila se 1985. godine s pjesmom "A lei" kada se pojavila kao mačkasta plavuša u pripijenom trikou ispod kojeg se naziralo poprilično toga. Tim je nastupom osvojila treće mjesto, ali prije svega priskrbila prvo mjesto u kuloarskim pričama. Godinu poslije šokirala je puritance pojavivši se u crnoj kožnoj kombinaciji minice s otvorenim pupkom, ali i zadivila poštovatelje dobre glazbe interpretacijom pjesme "E' tutto un attimo".
Kameleonka talijanske javne scene i totalno drugačija od svih, postao je sinonim za umjetnicu koja je uvijek uspjevala što imidžom što interpretacijom te velikom karizmom izazvati ogromno zanimanje publike pa i onih koji je nisu voljeli.
Svoju popularnost kapitalizira 1988. godine vodeći najpopularniji nacionalni televizijski show "Fantastico" gdje je pokazala zavidne glumačke i imitatorske talente, a na Sanremo ponovno se vraća iste godine s pjesmom "Quando nasce un'amore".
Prvu pobjedu na tom Festivalu osvaja 1989. godine s pjesmom "Ti lascero" u duetu s Faustom Lealiem nakon čega otvara novu kako privatnu tako glazbenu fazu u svojoj karijeri. U to vrijeme počinje suradnju, ali i ljubavnu vezu s frontmanom kultne talijanske grupe "I New Trolls" Gianniem Bellenom koja za javnost rezultira njenim sanremskim nastupom u blagoslovljenom stanju 1990. godine s pjesmom "Donna con te".
Nakon dvogodišnje stanke i posvećenosti svom prvom djetetu, Oxa se vraća albumom "Di questa vita", a potom i s dva albuma "Cantautori" gdje maestralno obrađuje velike talijanske kantautore od Baglionia do De Gregoria.
Pod producentskom palicom tadašnjeg životnog partnera 1996. izdaje album "Anna non si lascia", a godinu poslije ponovno se penje na pozornicu teatra Ariston u Sanremu gdje s pjesmom "Storie" najavljuje istoimeni kompilacijski album te osvaja drugo mjesto.
Godine 1999. ponovno šokira Sanremo, ovoga puta imidžom plavokose Amazonke, a zbog tanga gaćica koje su stršale iznad indijanskih hlača, organizatori su je zamolili da se do finalne večeri "upristoji". Modna kreacija Roberta Cavallia na finalu je doživjela preinaku, ali pomoći nije bilo kada se glasovalo o najboljoj pjesmi. "Senza pieta" premoćno je osvojila prvu nagradu i Anni Oxi donijela drugu pobjedu na Sanremu.
Početak 2000-ih Oxi je donio i privatnu i profesionalnu preobrazbu. Albumom "L'eterno movimento" okrenula se etno melosu posebno onom njenih albanskih korijena. Ništa čudno jer je svoj drugi civilni brak sklopila s najmoćnijim Albancem na svijetu, milijune dolara teškim poduzetnikom, Behgjetom Paccoliem. No nemirni Oxin duh nije otrpio ni taj brak. Nakon razvoda izdaje album "Ho un sogno", introspektivni zapis s etno elementima i dubokim porukama gdje je jasno stavila na znanje da se definitivno miče od estrade i popa te okreće duhovnosti.
Godinu 2006. Anna Oxa neće pamtiti po dobrome u profesionalnom smislu. Sanremo zatvorio joj je vrata finala nakon primjedbi da njena pjesma "Processo a me stessa" traje više od previđene festivalske minutaže. Ta je pjesma ujedno i bila najava za njen posljednji album "La musica e'niente se tu non hai vissuto" koja je unatoč inihibiranom, teatru sklonom glazbenom izričaju doživjela lijep uspjeh u glazbenih znalaca.

## Diskografija
- Oxanna (1978.)
- Anna Oxa (1979.)
- Q-Disc (1980.)
- Per sognare, per cantare, per ballare (1983.)
- La mia corsa (1984.)
- Oxa (1985.)
- È tutto un attimo (1986.)
- Pensami per te (1988.)
- Fantastica (1988.)
- Tutti i brividi del mondo (1989.)
- Oxa live con i New Trolls (1990.)
- Di questa vita (1992.)
- Cantautori (1993.)
- Do di petto (1993.)
- Oxa cantautori (1994.)
- Anna non si lascia (1996.)
- Storie, i miei grandi successi (1997.)
- Senza pietà (1999.)
- L'eterno movimento (2001.)
- Collezione (2001.)
- Ho un sogno (2003.)
- La musica e'niente se tu non hai vissuto (2006.)
- Proxima (2010.)